# Герб комуни Омоль
Герб комуни Омоль (швед. Åmåls kommunvapen) — символ шведської адміністративно-територіальної одиниці місцевого самоврядування комуни Омоль. 

## Історія
Від XVIІ століття місто Омоль використовувало герб, зафіксований у привілеї 1643 року. 

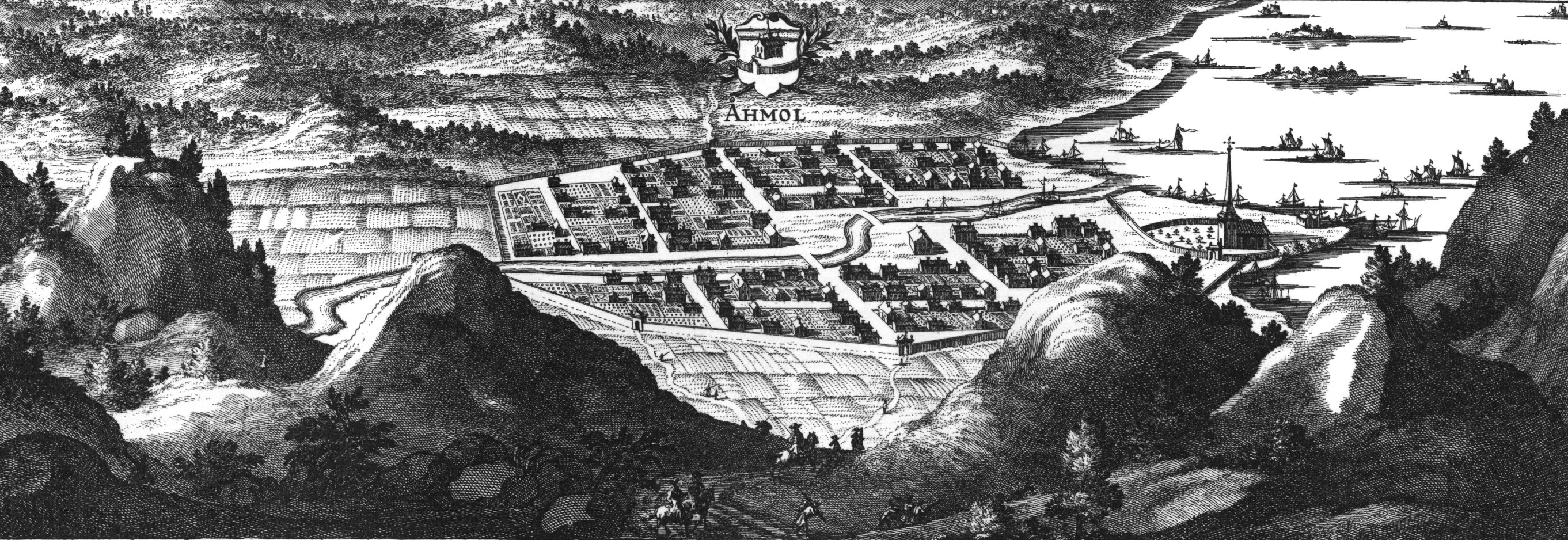
Герб на гравюрі з панорамою міста Омоль (близько 1700 р.)

Сучасний дизайн герба міста Омоль отримав королівське затвердження 1938 року.    
Після адміністративно-територіальної реформи, проведеної в Швеції на початку 1970-х років, муніципальні герби стали використовуватися лишень комунами. Цей герб був 1971 року перебраний для нової комуни Омоль.
Герб комуни офіційно зареєстровано 1974 року.

## Опис (блазон)
У срібному полі хвиляста знизу червона мурована стіна з закритими воротами, за якою така ж церква, внизу — червона риба.

## Зміст
Сюжет герба походить з привілею 1643 року. Характеризує географічне розташування міста та поширені риболовецькі промисли.      